# ジャッキー・イド
ジャッキー・イド（Jacky Ido、1977年5月14日 - ）は、オートボルタで生まれ、フランスで活動する俳優。

## 人物
フランス語・英語・スペイン語・ムーア語・バンバラ語・マー語・スワヒリ語が堪能。
2005年のドイツ映画『マサイの恋人(en)』に出演。2009年にはクエンティン・タランティーノ監督の映画『イングロリアス・バスターズ』で映写技師のマルセルを演じる。現在はパリに在住している。